# Habenariol
Habenariol es un compuesto fenólico que se encuentra en las orquídeas semi acuáticas Habenaria repens. Actúa como un elemento de disuasión de alimentación contra la langosta de agua dulce Procambarus clarkii.